# Owain (mort en 1015)
Pour les articles homonymes, voir Owen.
Owain ap Dyfnwal (mort en 1015) est un souverain putatif du  royaume de Strathclyde du début du XIe siècle. Il semble avoir été un fils de  Dyfnwal ab Owain, roi de Strathclyde, et avoir succédé à un autre fils de ce dernier, Máel Coluim, roi de Strathclyde. Pendant son règne Owain doit faire face à une  invasion massive des troupes du roi d'Angleterre   Æthelred le Malavisé. La mort d'Owain est relevée en 1015, et il semble avoir comme successeur  Owain Foel, un personnage qui devait être son neveu.

## Contexte
Owain semble être un fils de  Dyfnwal ab Owain, roi de Strathclyde. qui pendant une grande partie du Xe siècle peut-être de la décennie 930 à celle de 970 fut un précédent souverain du  royaume de Strathclyde. La
chronologie de l'apparente abdication de Dyfnwal demeure incertaine. Il semble avoir renoncé au trône dans la décennie 970. Son fils putatif , Rhydderch (fl. 971), doit avoir brièvement gouverné comme roi, bien qu'aucune source ne l'établisse. Les sources anglaises indiquent toutefois avec certitude que le fils de  Dyfnwal, Máel Coluim, règne dès 973 alors que Dyfnwal est encore en vie. Owain doit donc être monté sur le trône après la mort de Máel Coluim en 997.

## L'invasion du royaume d'Owain
Les sources subsistantes ne nous informent pas sur le royaume de  Cumbria entre l'obit de  Dyfnwal en 975 et celui de son fils, Máel Coluim, en 997. On connait peu de choses du règne apparent d'Owain. Au tournant du  millenaire, Owain devait être âgé d'une cinquantaine ou soixantaine d'années, et il semble avoir dû faire face à une invasion des Anglais de son royaume.
La Chronique anglo-saxonne du XIIe siècle relève que Æthelred le Malavisé  engage une campagne dévastatrice contre le royaume de Cumbria en 1000. Bien que les Anglais prétendent avoir ravagé presque tout le pays, leurs forces navales basées à Chester ne parviennent pas à faire la jonction avec leurs forces terrestres apparemment en raison de conditions météorologiques défavorables et il est relevé qu'elles attaquent l'
Île de Man. L'assaut improvisé contre cette île indique que la flotte anglaise avait au départ l'intention
de pénétrer dans la région du  Firth of Clyde plutôt que dans celle du Solway Firth.

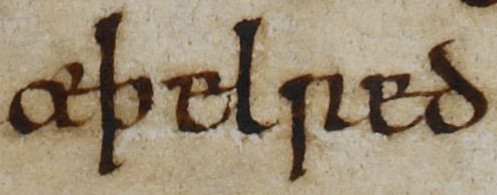
Le nom d' Æthelræd II roi des Anglais tel qu'il apparaît sur le folio 152r du MS Tiberius B I de la British Library Cotton : Æþelred.

Les raisons spécifiques de l'offensive d'Æthelred contre les Cumbriens sont incertaines. Elle a peut-être été conçue comme un message adressé à ses sujets et voisins du nord, pour leur rappeler la force de l'autorité royale anglaise.
Une autre possibilité est que l'invasion d' Æthelred est une réponse à l'appui donné par les Cumbriens aux déprédations des forces Scandinaves dans la région, et que cette opération est destinée à expulser
les Scandinaves de leur implantation dans la région de la mer d'Irlande. L'entrée des annales précitée note également qu'une « flotte ennemie  » part pour la Normandie cette année là, bien que le contexte de ce mouvement ne soit pas indiqué. Selon le Chronicon ex chronicis du XIIe siècle, la flotte avait quitté le nord avant l'attaque d'd'Æthelred II, ce qui explique peut-être pourquoi ce dernier était libre d'entreprendre une campagne étrangère. En fait, il y a des raisons de soupçonner que les Anglais avaient conclu un accord avec une armée scandinave établie en Angleterre, et qu'ils ont ensuite utilisé une partie de cette force pour s'engager contre les Cumbriens et une autre pour attaquer les Normands.

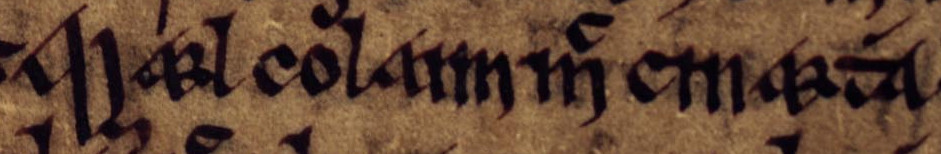
Le nom de Máel Coluim mac Cináeda comme il apparaît sur le folio 16v du MS Rawlinson B 488 de l' Oxford Bodleian Library
Mael Colaim mac Cínaetha.

Le contemporain irlandais d'Owain est l'Ard ri Erenn Brian Boru. En 1006, ce dernier masse une importante force dans le sud de l'Irlande et marche vers le nord de l'île lors d'une remarquable démonstration de force. Un passage conservé du Cogad Gáedel re Gallaib du XIIe siècle indique que, en même temps que vers le nord, les forces navales de Brian lèvent des tributs des Saxons et des Britons, ainsi que de l'Argyll, du Lennox, et d'Alba. Cette source met en évidence que les forces scandinaves de Brian, peut-être commandées par Sitriuc mac Amlaíb, roi vassal de Dublin, font campagne contre plusieurs des territoires contrôlés par les Cumbriens, soit la population anglaise du Lothian ou la côte ouest de la Northumbrie.
Juste l'année précédente, Máel Coluim mac Cináeda succède à un parent et devient  roi d'Alba. Le texte pseudo-prophétique du XIIe siècle Prophétie de Berchán décrit 
ce monarque comme un « ennemi des Britons », et dans le même passage semble se référer à une action militaire contre les îles d'Islay et d'Arran. Cette source, peut très bien se référer  aux événements liés aux opérations menées outremer de Brian. Cela met aussi en évidence la compétition dans la région entre Brian et son homologue écossais.
En 1006, le De obsessione Dunelmi du XIe siècle relève que les Scots pénètrent en Northumbrie, et assiègent Durham avant d'être battus et chassés par Uchtred le Hardi (mort en 1016×), le fils du magnat anglais du nord  Waltheof (fl. c.994-1006). Le fait qu'il n'y ait aucune trace de l'implication des Cumbriens dans cette entreprise écossaise pourrait indiquer que la dévastation causée par les Anglais en 1000 avait annihilé la puissance militaire de la Cumbria. Une autre possibilité est que les Cumbriens aient adhéré aux conditions d'une sorte de soumission qu'Æthelræd leur avait imposée à la suite de sa campagne.

## Mort et succession
Selon la version « B » des Annales Cambriae (XIe/XIIIe siècle), Owain est tué en 1015. Son obituaire est corroboré par des textes ; le  Brut y Tywysogion et le Brenhinedd y Saesson  du XIIIe/XIVe siècle. Bien que les informations sur la mort de Owain semblent indiquer qu'il fut tué lors d'un combat, rien n'est dit de ces circonstances. Tandis qu'il est également possible que ces informations se réfèrent
à un homonyme Owain Foel, roi de Strathclyde (fl. 1018), il y a des preuves indiquant que cet homme vivait encore des années après, et il n'y a aucune raison de ne pas tenir compte des obituaires mentionnées ci-dessus.
Si les deux homonymes sont effectivement des personnes différentes, ils pourraient bien avoir été étroitement liés, le second étant peut-être un fils de Máel Coluim, le frère d'Owain. La probabilité qu'il y avait en effet deux souverains contemporains de Cumbria nommés  Owain  pourrait expliquer l'épithète d'Owain Foel (signifiant «le chauve»),. Selon la Historia regum du XIIe siècle, Owain Foel assiste son homologue écossais, Máel Coluim mac Cináeda, contre les Anglais lors de la  Bataille de Carham en 1018.
Owain lui-même, ou son grand-père et homonyme Owain ap Dyfnwal, roi de Strathclyde (fl.934), ou bien encore leur ultime successeur Owain Foel, peuvent être identifiés avec Owain Caesarius, une figure légendaire associée à un ensemble de monuments apparemment du Xe siècle situé à Penrith, collectivement connu sous le nom de la « Tombe du géant. » Le site proche de Castle Hewin, un endroit dont le nom signifie le « Château d'Owain » (derivé du castell Ewain), peut avoir été nommé d'après le même personnage. Un récit du XVIIe siècle associe Owain Caesarius avec la Tombe du Géant, localisée sur la rive nord de la rivière Eamont.